# Carreira militar de Simón Bolívar

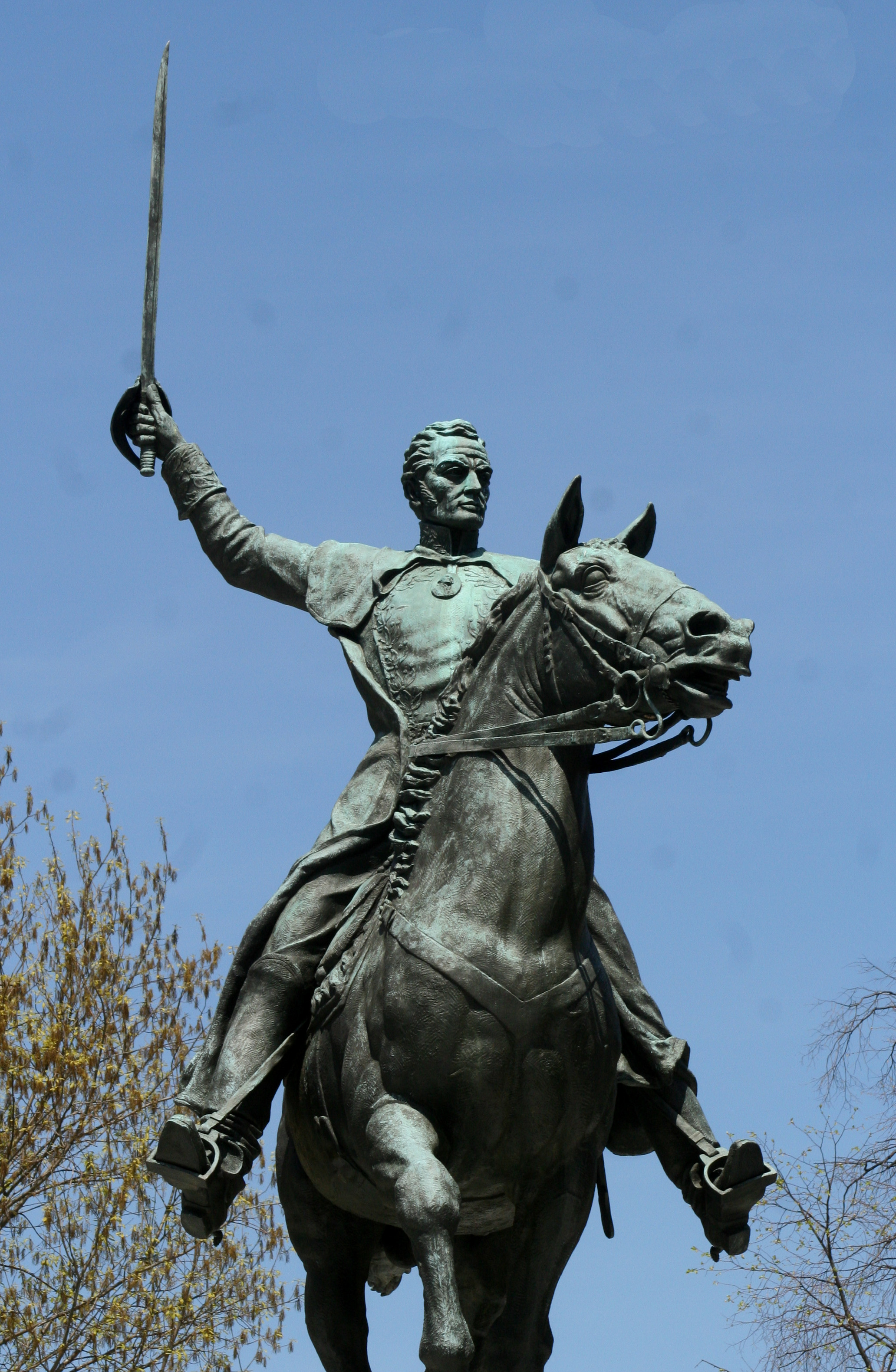
Estátua equestre de Simón Bolívar

A carreira militar e política de Simón Bolívar (24 de julho de 1783 – 17 de dezembro de 1830), que incluiu tanto o serviço formal nos exércitos de vários regimes revolucionários quanto ações organizadas por ele mesmo ou em colaboração com outros líderes patriotas exilados durante os anos de 1811 a 1830, foi um elemento importante no sucesso das guerras de independência na América do Sul . Dado o clima político instável durante estes anos, Bolívar e outros líderes patriotas, como Santiago Mariño, Manuel Piar, José Francisco Bermúdez e Francisco de Paula Santander muitas vezes tiveram que se exilar no Caribe ou em áreas próximas da América espanhola que no momento foram controlados por aqueles que defendem a independência e, a partir daí, continuar a luta. Estas guerras resultaram na criação de vários estados sul-americanos a partir das antigas colónias espanholas, da atual Venezuela, Colômbia, Equador, Peru e Bolívia, e da agora extinta Grã-Colômbia.
Em seus 30 anos de carreira, Bolívar enfrentou dois desafios principais. O primeiro foi obter aceitação como líder indiscutível da causa republicana. Apesar de reivindicar tal papel desde 1813, ele começou a consegui-lo apenas em 1817, e consolidou sua permanência no poder após sua vitória dramática e inesperada em Nova Granada, em 1819. O seu segundo desafio foi implementar uma visão de unificação da região num grande estado, que ele acreditava (e a maioria concordaria, correctamente) seria a única garantia de manutenção da independência americana dos espanhóis no norte da América do Sul. As suas primeiras experiências sob a Primeira República Venezuelana e em Nova Granada convenceram-no de que as divisões entre os republicanos, aumentadas pelas formas federais de governo, apenas permitiram que os monarquistas hispano-americanos acabassem por ganhar vantagem. Mais uma vez, foi a sua vitória em 1819 que lhe deu a vantagem para concretizar a criação de um estado unificado, a Grã-Colômbia, com o qual se opôs à Monarquia Espanhola no continente.

## Contexto histórico

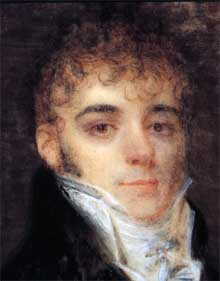
Retrato em miniatura de Bolívar com cerca de 21 anos, feito em Paris, por volta de 1804.

A ideia de independência da América espanhola existia há vários anos entre uma minoria de residentes do norte da América do Sul. Em 1797, os venezuelanos Manuel Gual e José María España, inspirados pelo exilado espanhol Juan Bautista Picornell, tentaram sem sucesso estabelecer uma república na Venezuela com maior igualdade social para venezuelanos de todas as origens raciais e sociais. Nove anos depois, em 1806, o expatriado venezuelano de longa data Francisco de Miranda liderou um pequeno grupo de voluntários estrangeiros, na sua maioria britânicos e americanos, numa tentativa de dominar a Venezuela e estabelecer uma república independente. Tal como a conspiração de Gual e España, o golpe de Miranda não conseguiu atrair venezuelanos de qualquer classe social e económica; na verdade, os venezuelanos locais organizaram a resistência à invasão de Miranda e rapidamente a dispersaram. A falta de interesse por parte dos crioulos venezuelanos é muitas vezes explicada pelo seu receio de que a perda da remoção do controlo espanhol possa provocar uma revolução que destruiria o seu próprio poder na Venezuela. No entanto, nas décadas que antecederam 1806, os Crioulos estiveram muitas vezes em desacordo com a Coroa Espanhola : queriam uma expansão do comércio livre que beneficiasse a sua economia de plantation e opuseram-se à nova política da Coroa de concessão de privilégios sociais que tinha sido tradicionalmente sido reservado aos brancos ( españoles ) a pardos através da compra de certificados de brancura ( gracias al sacar ). Assim, o fracasso dos crioulos em apoiar Gual, España e Miranda, que teriam criado um Estado sob o seu controle, também precisa de ser entendido pelo fato de uma identidade nacional separada da espanhola ainda não ter surgido entre eles.
Na vizinha Nova Granada também existiam tensões com a Coroa, mas não evoluíram para um desejo total de separação. Em 1779, a Revolta dos Comuneros colocou os residentes rurais e de classe média contra as autoridades reais sobre a questão dos novos impostos instituídos como parte das Reformas Bourbon . Embora a revolta tenha sido interrompida e os líderes punidos ou executados, a revolta conseguiu abrandar as reformas económicas que a Coroa tinha planeado para Nova Granada. Nas décadas seguintes, alguns novos granadinos, como Antonio Nariño, ficaram intrigados com as ideias da Revolução Francesa e tentaram promover os seus valores através da divulgação de documentos traduzidos como a Declaração dos Direitos do Homem e do Cidadão . Mais uma vez, isto era uma minoria e não necessariamente um sinal de que a maioria em Nova Granada não se via como membro da Monarquia Espanhola.
A ruptura com a Coroa ocorreu em 1808 com o desaparecimento de um governo estável na Espanha. A crise foi precipitada pela remoção da Dinastia Bourbon do trono da Espanha por Napoleão (ele convenceu Fernando VII a abdicar, e seu pai Carlos IV a renunciar a qualquer reivindicação de retornar ao trono do qual havia abdicado apenas alguns meses antes) e sua invasão da Espanha . Enquanto todo o mundo espanhol rejeitava a nova Dinastia Bonaparte (Napoleão deu a coroa de Espanha ao seu irmão, o Rei de Nápoles e da Sicília ), a própria Espanha caiu no caos e demorou quase um ano para um governo provisório coordenado e centralizado (o Supremo Junta Central e Governamental de Espanha e das Índias ) a formar-se. Mesmo assim, os rápidos e grandes avanços franceses na Península pareciam tornar inútil a ideia de um governo estável em Espanha. Em 1810, a Junta Suprema foi encurralada na cidade-ilha de Cádiz durante os dois anos do Cerco de Cádiz . Em toda a América espanhola, as pessoas sentiram que era hora de tomar o governo com as próprias mãos, se um mundo espanhol, independente dos franceses, continuasse a existir e, portanto, em 1810, foram criadas juntas em todas as Américas, inclusive em Caracas e Bogotá, tal como haviam acontecido na Espanha dois anos antes. 

## Serviço na Primeira República (1810-1812)
Em 1809, Bolívar, de vinte e seis anos, retirou-se para a sua propriedade nos Vales do Aragua, recusando-se a participar abertamente nos apelos para o estabelecimento de uma junta venezuelana, porque os planos não consideravam a opção de independência. Ele ainda estava em suas propriedades rurais quando uma junta foi estabelecida com sucesso em 19 de abril de 1810. A nova Junta de Caracas escolheu-o para fazer parte de uma delegação ao Reino Unido em busca de ajuda britânica. A delegação não teve muito sucesso, mas Bolívar regressou em dezembro de 1810 com Francisco de Miranda, que viu na turbulência política uma oportunidade para regressar à Venezuela.

## Independência declarada
Estalou a guerra civil entre as províncias da Venezuela que reconheceram a Junta de Caracas e as que ainda reconheciam a Regência em Espanha (as Cortes de Cádiz ), que tinham substituído a Junta Central Suprema. A situação tornou-se mais tensa quando um congresso, convocado pela Junta de Caracas, declarou a independência em 5 de julho de 1811, provocando rebeliões em Valência a favor das Cortes de Cádiz. O primeiro serviço militar de Bolívar foi como oficial sob o comando de Miranda nas unidades criadas para reprimir esta revolta. Bolívar foi promovido a coronel e comandante de Puerto Cabello no ano seguinte. Ao mesmo tempo em que o capitão da fragata Domingo de Monteverde fazia avanços rápidos e vastos em território republicano vindos do oeste (suas forças haviam entrado em Valência em 3 de maio de 1812), Bolívar perdeu o controle do Castelo de San Felipe junto com seus depósitos de munição em 30 de junho., quando os prisioneiros monarquistas ali detidos conseguiram tomá-la e atacar o pequeno número de soldados da cidade. Decidindo que a situação estava perdida, Bolívar efetivamente abandonou seu posto e retirou-se para sua fazenda em San Mateo. Miranda também viu a causa republicana perdida e autorizou a capitulação com Monteverde em 25 de Julho

## A restauração monarquista
Os termos da Capitulação de San Mateo, que Monteverde aprovou, mas que Miranda nunca chegou a assinar, concediam anistia e o direito de emigrar da Venezuela a todos os republicanos, se assim o desejassem. No entanto, houve grande confusão entre os republicanos sobre o que o tratado realmente continha ou se Monteverde cumpriria a sua palavra. Foi neste ambiente incerto que Miranda optou por abandonar o país antes de Monteverde ocupar Caracas. Na madrugada de 1º de agosto, Miranda dormia na casa do comandante de La Guaira, coronel Manuel María Casas, quando foi acordado por Casas, Bolívar, Miguel Peña e outros quatro soldados, que prontamente prenderam Miranda por traição ao República e o entregou a Monteverde. Por seus aparentes serviços à causa monarquista, Monteverde concedeu a Bolívar um passaporte, e Bolívar partiu para Curaçau em 27 de agosto.

## Exílio e a Segunda República (1812-1814)
Em Curaçau, Bolívar soube que Monteverde havia quebrado as promessas feitas na Capitulação de San Mateo. Muitos dos republicanos que ficaram para trás foram presos e as propriedades de muitos republicanos, tanto na Venezuela como no exílio, foram confiscadas para compensar os grandes défices que o governo enfrentava. Bolívar decidiu voltar à causa patriota e dirigiu-se para Cartagena das Índias, que se havia estabelecido como uma república independente em 11 de novembro de 1811 (em reação tanto aos acontecimentos em Espanha como às tentativas da junta em Bogotá para controlá-la) e juntou-se poucos dias depois numa confederação com outras quatro províncias, as Províncias Unidas de Nova Granada . Nas semanas anteriores à chegada a Cartagena, em outubro de 1812, Bolívar começou a analisar o colapso da república venezuelana e publicou seus pensamentos em dezembro em seu Manifesto de Cartagena . No documento, Bolívar atribuiu o fracasso à natureza federal da república venezuelana, que permitiu às províncias ignorar as necessidades de outras províncias ameaçadas pelo avanço de Monteverde, e à intransigência da população venezuelana para com a causa republicana, entre outras coisas. Ele viu o caso venezuelano como um aviso à dividida Nova Granada e instou-a a retomar Caracas das mãos dos monarquistas. Alistou-se como oficial do exército da Nova União Granadana e liderou forças na Campanha de Magdalena contra cidades do baixo rio Magdalena que se recusaram a aceitar a autoridade de Cartagena ou da União, e depois atacou Ocaña . O seu sucesso nestas operações convenceu o congresso da União a autorizar os seus planos de invasão da Venezuela em maio de 1813, e assim iniciou a sua Campanha Admirável.
A sua reentrada na Venezuela marcou uma fase nova e mais violenta das guerras de independência. As tropas de Monteverde já tinham cometido atrocidades : ele permitiu que os seus soldados saqueassem muitas das cidades que ocupava e vários dos seus comandantes tornaram-se famosos por torturar e matar civis suspeitos de colaborar com a República. Bolívar também enfrentou o facto de que, em 1813, muitos dos aristocratas mais velhos, que lideraram a república, tinham abandonado a causa da independência, e a população em geral se tinha virado contra o republicanismo, mesmo antes do seu colapso. Para criar uma barreira entre venezuelanos e peninsulares, Bolívar instituiu uma política de não quartel no seu Decreto de Guerra até à Morte, no qual prometeu matar qualquer peninsular que não apoiasse activamente os seus esforços para restaurar a independência e poupar qualquer americano. mesmo que colaborassem ativamente com Monteverde ou com os monarquistas. 

## A República restaurada e perdida

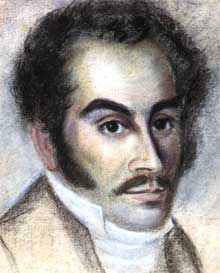
Retrato de Bolívar feito no Haiti em 1816.

O impulso de Bolívar em direção a Caracas foi auxiliado pelo fato de que a população em geral, que acolheu Monteverde um ano antes, ficou desiludida com o seu fracasso em implementar os termos da Capitulação de San Mateo ou da Constituição Espanhola de 1812, que a capitulação prometia. Monteverde também enfrentou ataques em duas frentes, uma vez que Santiago Mariño já havia aberto uma frente a leste em janeiro de 1813. As forças de Bolívar derrotaram facilmente o sobrecarregado e mal pago exército monarquista em uma série de batalhas, entraram em Caracas em 6 de agosto de 1813 e sitiaram Monteverde, que havia recuado para Puerto Cabello. Em Caracas Bolívar anunciou a restauração da República Venezuelana, mas colocou-se à frente de um governo militar, uma vez que a situação não permitia a restauração das antigas autoridades nem novas eleições. Bolívar basearia a sua reivindicação subsequente e duradoura de ser o único chefe da república venezuelana e comandante em chefe das suas forças nesta conquista, embora mesmo nessa altura ele não fosse universalmente reconhecido como chefe do Estado ou das forças republicanas. Mariño, radicado em Cumaná, não reconheceu a reivindicação de Bolívar, mas colaborou militarmente com ele. Represálias foram realizadas contra os monarquistas peninsulares que foram capturados. Foi durante este período que os padres republicanos da cidade de Caracas, seguindo o exemplo de Mérida, concederam a Bolívar o título de Libertador e o cargo de capitão-general na Igreja de São Francisco (o local mais apropriado, a Catedral de Caracas, ainda estava danificado do terremoto de 1812 ).
O sucesso de Bolívar e Mariño, como o de Monteverde um ano antes, durou pouco. A nova República não conseguiu convencer as pessoas comuns de que não era uma ferramenta da elite urbana. Pessoas de classe baixa, especialmente os llaneros (cowboys) rurais do sul, migraram para a causa monarquista. Llaneros desempenhou um papel militar fundamental na luta da região. Virando a maré contra a independência, estes combatentes ferozes e altamente móveis constituíram uma força militar formidável que mais uma vez expulsou Bolívar do seu país natal. Em 1814, o exército monarquista regular liderado pelo governador e capitão-geral Juan Manuel Cajigal foi ofuscado por uma grande força irregular de llaneros recrutados e liderados por José Tomás Boves. Com os monarquistas irregulares demonstrando a mesma paixão e violência que Bolívar havia demonstrado em seu decreto de "guerra até a morte", os republicanos sofreram seu primeiro grande revés na Batalha de La Puerta em 15 de junho de 1814, e Boves tomou Caracas em 16 de julho. Os republicanos e monarquistas crioulos em Caracas, que também temiam as hordas llanero de Boves, tiveram de fugir em massa para os redutos de Mariño no leste. As forças combinadas de Mariño e Bolívar foram derrotadas novamente na Batalha de Aragua de Barcelona em 18 de agosto, ao custo de 2.000 baixas realistas dos 10.000 soldados que colocaram em campo, a maioria dos 3.000 combatentes do exército republicano, além de muitos civis vítimas. Devido à sua série de repetidos reveses, tanto Bolívar como Mariño foram presos e destituídos do poder por José Félix Ribas e Manuel Piar, cada um representando os dois comandos republicanos então em vigor na Venezuela. Poucos dias depois, Ribas e Piar decidiram não julgá-los e, em vez disso, libertaram-nos para o exílio. Em 8 de setembro, Bolívar e Mariño partiram para Cartagena das Índias, deixando Piar e Ribas para liderar os republicanos cada vez mais cercados.

## Controle realista consolidado
No início de março de 1814, Fernando VII retornou ao trono. Os avanços da Sexta Coalizão tornaram impossível para Napoleão continuar mantendo Fernando ou lutando na Espanha. Uma vez em Espanha, no entanto, Fernando não ficou satisfeito com a revolução no governo que tinha sido empreendida em seu nome e, em maio, aboliu a Constituição espanhola de 1812 e começou a perseguir e prender os liberais responsáveis pela sua criação. Para lidar com as Américas, Fernando organizou a maior força expedicionária que a Espanha já enviou às Américas até então. O coronel Pablo Morillo, veterano da luta espanhola contra os franceses foi escolhido como seu comandante. A força expedicionária era composta por aproximadamente 10.000 homens e quase sessenta navios. Originalmente, eles deveriam se dirigir para Montevidéu no Vice-Reino do Río da Prata, outra região que havia saído do controle monarquista, mas logo foi decidido enviar essas forças para a Venezuela e Nova Granada, onde a guerra havia se tornado extremamente selvagem. Percebendo que essa mudança de planos não agradaria aos soldados, a notícia foi escondida deles até que estivessem no mar. Quando a força expedicionária chegou à Venezuela, descobriu que a maior parte dela havia sido devolvida ao controle monarquista, exceto a Ilha de Margarita, que se rendeu a ela sem derramamento de sangue. Com a Venezuela pacificada, foram rapidamente feitos planos para subjugar a vizinha Nova Granada, e o grosso das tropas mudou-se para a cidade costeira de Santa Marta, que permanecia em mãos monarquistas desde 1810.

## Segundo exílio em Nova Granada e no Caribe (1814-1816)
Como muitos outros republicanos venezuelanos que fugiram para Nova Granada após a segunda onda de vitórias realistas, Bolívar mais uma vez entrou ao serviço das Províncias Unidas e lutou contra cidades que se recusaram a reconhecer a sua autoridade. Suas forças tomaram Bogotá em 12 de dezembro de 1814, após uma guerra de oito meses, e foram promovidos a capitão-general por seus esforços. Foi-lhe então dada a tarefa de capturar o reduto monarquista, Santa Marta, mas Cartagena, a base óbvia a partir da qual lançar esta ofensiva, recusou-se a dar-lhe os soldados e suprimentos necessários, pelo que eclodiram lutas internas. À medida que as forças de Santa Martan ganhavam terreno contra os republicanos divididos no norte de Nova Granada, Bolívar partiu para a Jamaica em 8 de maio de 1815. Cartagena cairia nas mãos de Morillo em dezembro de 1815 e Bogotá em maio do ano seguinte.

## Ajuda da República Haitiana e Curaçau

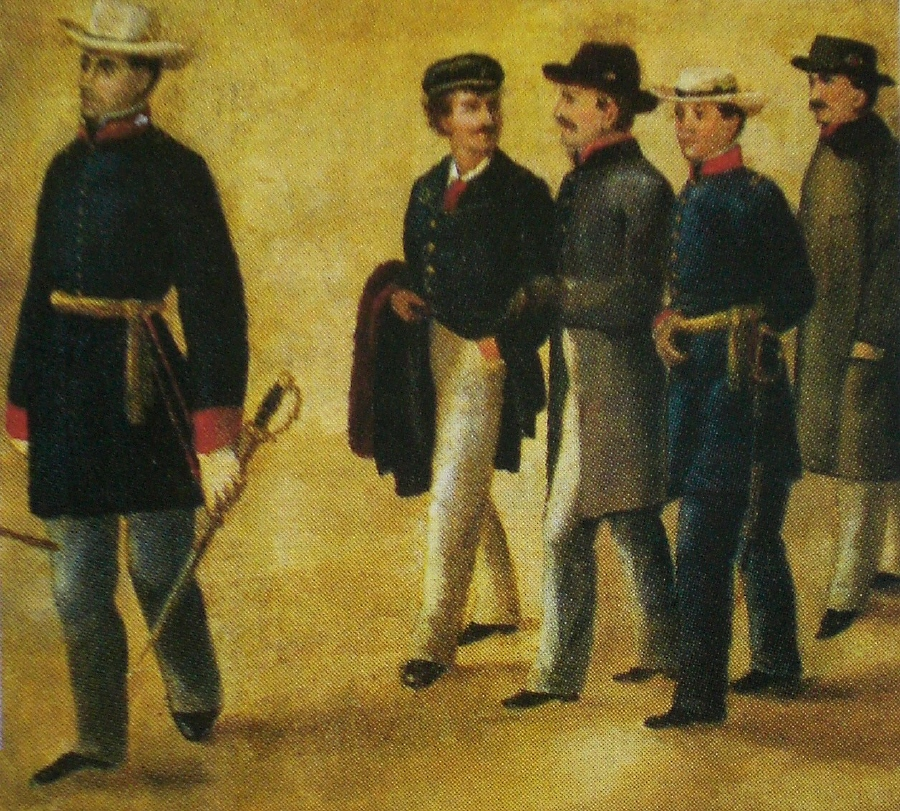
Soublette, Pedro Briceño Méndez, Francisco Antonio Zea, Gregor MacGregor e Brión em Ocumare. Ilustração do século XIX de Carmelo Fernández.

Agora com trinta e dois anos, ele se viu exilado pela segunda vez. Na Jamaica, Bolívar emitiu mais uma vez um manifesto explicando a sua opinião sobre o fracasso da causa republicana na Venezuela. A sua famosa Carta da Jamaica, embora aparentemente escrita a um homem, foi um apelo especificamente à Grã-Bretanha e às potências europeias em geral para ajudarem a causa da independência hispano-americana, mas não encontrou resposta significativa. Então ele se voltou para a pequena e isolada república do Haiti, que havia se libertado do domínio francês, mas sendo composta em sua maioria por ex-escravos, recebia pouca ajuda dos Estados Unidos ou da Europa. Bolívar e outros exilados venezuelanos e de Nova Granada foram calorosamente recebidos pelo presidente haitiano Alexandre Pétion . A crescente comunidade de exilados receberia dinheiro, voluntários e armas do presidente haitiano, permitindo-lhes retomar os planos para continuar a luta pela independência. Houve debate, no entanto, sobre quem deveria estar no comando, mas sua capacidade de conquistar Pétion e um comerciante marítimo de Curaçao, Luis Brión (ele é tradicionalmente chamado pela forma espanhola de seu nome), que acabara de adquirir uma posição muito - precisava de um navio de guerra na Inglaterra para ajudar a combatida República de Cartagena, forçou os outros líderes venezuelanos a aceitarem de má vontade a sua liderança. Pétion, por sua vez, convenceu Bolívar a expandir a luta pela independência para incluir a libertação dos escravos.
Os emigrados capturaram com sucesso uma cabeça de praia em Los Cayos em 31 de março de 1816. Bolívar proclamou a restauração da República Venezuelana e em dois decretos de 2 de junho e 16 de julho declarou a liberdade dos escravos condicionada à sua adesão às forças republicanas. Pouco depois, a Ilha Margarita, separada com segurança pelas águas das forças de Morillo, voltou a aderir à causa republicana e tornou-se uma segunda base de operações. Operando sob o comando de Mariño, Piar e Carlos Soublette os expedicionários republicanos capturaram mais cidades costeiras. Em 14 de julho, Bolívar liderou um ataque contra Ocumare de la Costa, que terminou num desastre no qual Bolívar abandonou Mariño, Piar e o resto de suas forças, e fugiu por mar. As forças de Piar conseguiram abrir caminho desde a costa caribenha até o sul de Llanos, onde o terreno vasto e subpovoado e as forças formadas sob o comando de José Antonio Páez os protegeram do exército monarquista. Mariño retirou-se para sua província natal, Cumaná, onde pôde contar com conexões pessoais para manter uma base de operações. Depois de não conseguir encontrar apoio ao longo da costa, Bolívar regressou ao Haiti. Nos meses seguintes, os líderes republicanos divididos, incapazes de chegar a acordo sobre um único líder, decidiram chegar a um acordo e em outubro ofereceram a Bolívar o comando militar, com o entendimento de que seria formado um governo civil separado. No Haiti, Bolívar reuniu novos suprimentos e organizou uma segunda expedição, chamada pela história de Expedição Jacmel para a cidade de onde partiu, e em 31 de dezembro de 1816, desembarcou em Barcelona controlada por Mariño, que a essa altura mal aceitou Bolívar como chefe. dos republicanos.

## A Terceira República (1817-1820)

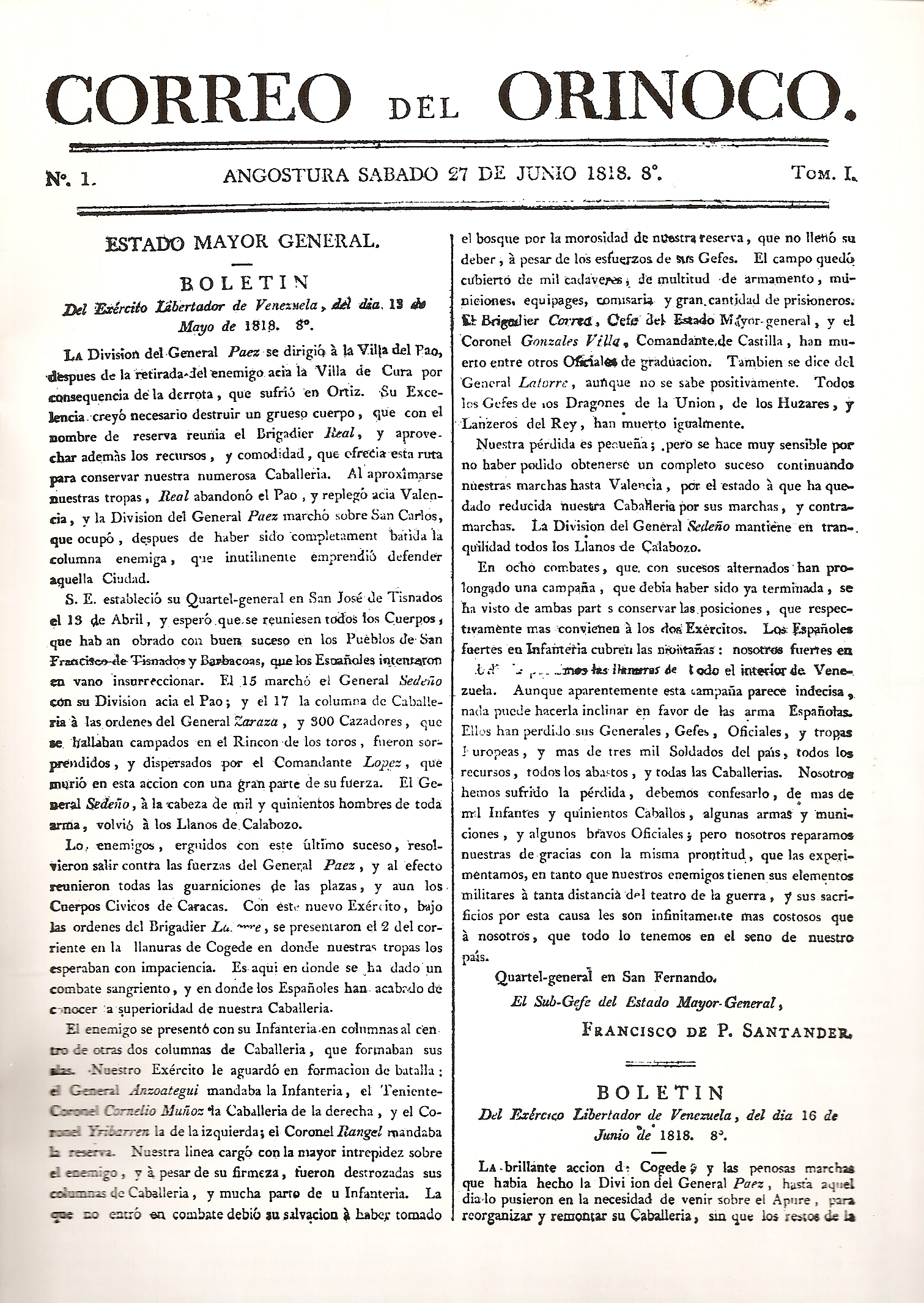
Primeiro número do Correo del Orinoco, 27 de junho de 1818.

Bolívar levou as forças que trouxe do Haiti para a região do Orinoco, que era controlada principalmente por Piar. Piar avançava contra os monarquistas de Angostura, e preparava-se para sitiar a cidade. O cerco revelou-se difícil e longo, pois Angostura tinha uma tábua de salvação no próprio rio. Os reforços de Bolívar foram úteis e a cidade caiu em agosto de 1817.  Angostura revelou-se uma base imensamente valiosa. A partir dele, os republicanos tiveram acesso ao comércio exterior no Caribe e além, através do Orinoco. Os afluentes do rio também forneciam acesso aos Llanos venezuelanos e de Nova Granada a oeste, especialmente aqueles em Casanare, onde os refugiados das tropas de Morillo se organizaram sob o comando de Francisco de Paula Santander . Em Angostura Bolívar começou a publicar o jornal Correo del Orinoco, órgão oficial dos revolucionários, que circulava não só na Venezuela, mas no Caribe e na Europa. Sob Páez e Piar, os exércitos republicanos começaram a recrutar os llaneros locais que, depois de Morillo dissolver as unidades informais de Boves, já não tinham uma saída para o enriquecimento rápido e o avanço social sob a bandeira monarquista. Isto, no entanto, representou o desafio para os líderes republicanos crioulos de canalizar a energia do llanero, sem reacender a guerra racial que ocorreu sob Boves. Neste ambiente, líderes como Piar, que nos últimos anos começou a enfatizar suas raízes pardas ao construir seguidores pardos e llaneros, tornaram-se suspeitos, e essa fraqueza provou ser útil para Bolívar, quando chegou o momento de reafirmar sua posição como chefe do república nascente.

## Desafios à autoridade de Bolívar
O primeiro desafio aberto ao seu governo ocorreu com a reunião do "Congresillo de Cariaco " em 8 e 9 de maio, sob os auspícios do Cônego José Cortés de Madariaga - que havia sido membro da Junta de Caracas e acabara de retornar à Venezuela após presos na Espanha – Luis Brión e Santiago Mariño. O Congresso de oito membros propôs restaurar a Constituição de 1811 e estabelecer um governo permanente que pudesse negociar o reconhecimento por outras nações. Mariño ofereceu a renúncia dele e de Bolívar para permitir que o Congresso elegesse um novo executivo. O Congresso restaurou o triunvirato e selecionou Fernando Rodríguez del Toro (que estava no momento exilado em Trinidad ), Francisco Javier Mayz (um dos oito deputados do Congresso) e Simón Bolívar como o novo triunvirato. Para substituir interinamente os dois que não estavam presentes, o Congresso escolheu Francisco Antonio Zea e o Cônego Cortés de Madariaga. Fez de Mariño general-chefe das forças republicanas e estabeleceu La Assunção como capital temporária da República. Enviou uma mensagem a Bolívar para que se apresentasse assim que as condições militares permitissem ocupar seu lugar no triunvirato. Menos de um mês depois, Rafael Urdaneta e Antonio José de Sucre, que permaneceram leais a Bolívar, lideram um grupo de oficiais que forçou o triunvirato a se dissolver. Em junho, Bolívar, consciente de sua ascensão e queda, comparou sua existência ao " pão de mandioca em sopa quente" e observou que, no momento, na Venezuela, apenas aqueles que podiam comandar pela força poderiam realmente fazê-lo. 
Em meados de 1817, ficou claro para Bolívar que ele precisava dar um exemplo claro de que não toleraria desafios à sua liderança. Após a queda de Angostura Piar ficou chateado com a liderança de Bolívar e decidiu deixar a área. Solicitou passaporte a Bolívar, que ele concedeu. Piar havia começado a deixar a área, quando Bolívar mudou de ideia e acusou Piar de conspirar para matar todos os brancos da área e estabelecer uma república negra e mulata (uma pardocracia ) em imitação do Haiti. Piar foi localizado, levado à corte marcial e considerado culpado. Em 16 de outubro ele foi executado. Embora o crime de Piar tenha sido ostensivamente fomentar o ódio racial, entendeu-se que o seu verdadeiro crime foi não reconhecer a autoridade de Bolívar. Após a execução de Piar, Mariño, que o confidente e cronista de Bolívar , Daniel Florencio O'Leary, mais tarde admitiu ter sido mais culpado de insubordinação do que Piar, alinhou-se e abandonou quaisquer outras pretensões a uma liderança independente. 
Com a posição política assegurada, Bolívar começou a ampliar o âmbito de sua atividade militar. Encontrou-se pela primeira vez com Páez em janeiro de 1818, que aceitou Bolívar como chefe dos republicanos. Páez, no entanto, recusou-se a levar sua poderosa cavalaria llanero para fora dos Llanos, onde foram extremamente eficazes em conter e derrotar o exército formal de Morillo. Bolívar foi, portanto, deixado sozinho numa tentativa de tomar Caracas, a meio do ano, que falhou. No entanto, no final do ano, os republicanos estavam suficientemente seguros no sul da Venezuela, e Bolívar sentiu que era hora de convocar um novo congresso venezuelano para dar ao governo republicano uma forma permanente. Foram realizadas eleições em áreas republicanas e para escolher representantes das províncias da Venezuela e Nova Granada sob controle monarquista, entre as tropas dessas áreas. O Congresso de Angostura, composto por vinte e seis delegados, começou a realizar sessões em fevereiro de 1819. O destaque da sessão de abertura foi o “ Discurso no Congresso de Angostura ” de Bolívar, agora visto juntamente com o seu “Manifesto de Cartagena” e a “Carta da Jamaica” como uma exposição fundacional do seu pensamento político. No mesmo dia, o Congresso elegeu Bolívar presidente da República e ratificou o comando dos seus exércitos.

## A Campanha de Nova Granada
Após a abertura do Congresso, Bolívar concebeu um plano ousado, mas arriscado, de atacar Nova Granada, que havia sido um reduto espanhol nos últimos três anos. Se conseguisse libertar Nova Granada, teria uma base totalmente nova a partir da qual poderia operar contra Morillo. O centro da Nova Granada era muito promissor, uma vez que, ao contrário da Venezuela, só tinha sido recentemente conquistado por Morillo e tinha uma experiência anterior de seis anos de governo independente. O sentimento realista não era forte. Mas seria difícil tomar a iniciativa contra o exército monarquista mais bem preparado e abastecido. Para surpreendê-lo, Bolívar decidiu se deslocar durante o inverno venezuelano, a estação chuvosa, quando os Llanos inundaram até um metro e terminou a temporada de campanha. As forças de Morillo seriam evacuadas dos Llanos durante meses e ninguém poderia prever que as tropas de Bolívar estariam em movimento. Esta decisão, no entanto, significaria literalmente vadear em águas com malária até a cintura durante dias antes de tentar escalar os Andes. Compreensivelmente, o plano recebeu pouco apoio do Congresso ou mesmo do próprio mestre dos Llanos, Páez. Com apenas as forças que ele e Santander recrutaram nas regiões dos rios Apure e Meta, Bolívar partiu em junho de 1819.

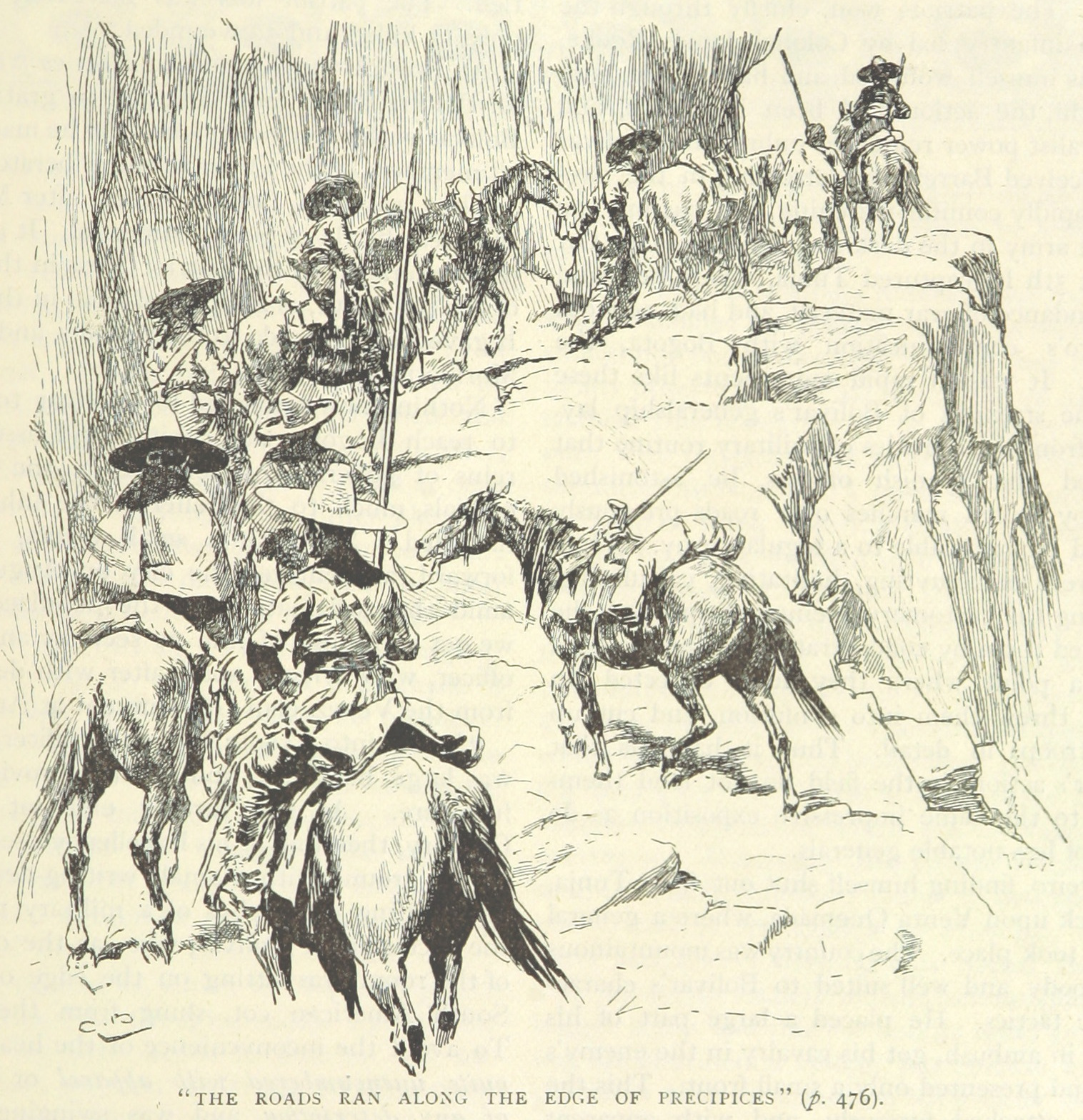
As tropas de Bolívar cruzam a Cordilheira Oriental

O pequeno exército era composto por cerca de 2 500 homens: 1.300 de infantaria e 800 de cavalaria, incluindo uma legião britânica . Fez uma rota que ia das planícies quentes e úmidas e inundadas da Colômbia até a passagem montanhosa gelada do Páramo de Pisba, a uma altitude de 3.960 metros (13.000 pés), através da Cordilheira Oriental . Após as dificuldades de atravessar um mar virtual, o exército majoritariamente llanero escalou as montanhas mal vestidos e mal preparados para o frio e a altitude das montanhas. Em ambos os trechos da viagem, muitos adoeceram ou morreram. Apesar de alguma informação de que Bolívar estava em movimento, os espanhóis consideraram a rota intransitável e, portanto, foram pegos de surpresa quando o pequeno exército de Bolívar emergiu das montanhas em 5 de julho. Numa série de batalhas sob os auspícios de Francisco Mariño y Soler, o exército republicano abriu caminho para Bogotá . Primeiro, na Batalha do Pântano de Vargas, em 25 de julho, Bolívar interceptou uma força monarquista que tentava chegar à capital mal defendida. Então, na Batalha de Boyacá, em 7 de agosto, a maior parte do exército realista rendeu-se a Bolívar. Ao receber a notícia, o vice-rei Juan José de Sámano e o resto do governo monarquista fugiram da capital tão rapidamente que deixaram para trás o tesouro, um golpe incrível para Bolívar e Santander. Em 10 de agosto o exército de Bolívar entrou em Bogotá.
Com Nova Granada segura sob o controlo de Santander, Bolívar poderia regressar à Venezuela numa posição de força militar, política e financeira sem precedentes. Na sua ausência, o Congresso flertou com a sua deposição, presumindo que encontraria a morte em Nova Granada. O vice-presidente Francisco Antonio Zea foi deposto e substituído por Juan Bautista Arismendi. Tudo isso foi rapidamente revertido quando chegou ao Congresso a notícia do sucesso de Bolívar. No final do ano, Bolívar apresentou-se ao Congresso e pediu-lhe que decretasse a união da Venezuela e Nova Granada num novo estado, a Colômbia . Fê-lo em 17 de dezembro e elegeu-o presidente do novo país. A Constituição que o Congresso acabara de redigir para a Venezuela tornou-se nula e sem efeito e um novo congresso foi convocado dentro de dois anos.

## Presidente e Comandante em Chefe da Grã-Colômbia (1820-1825)

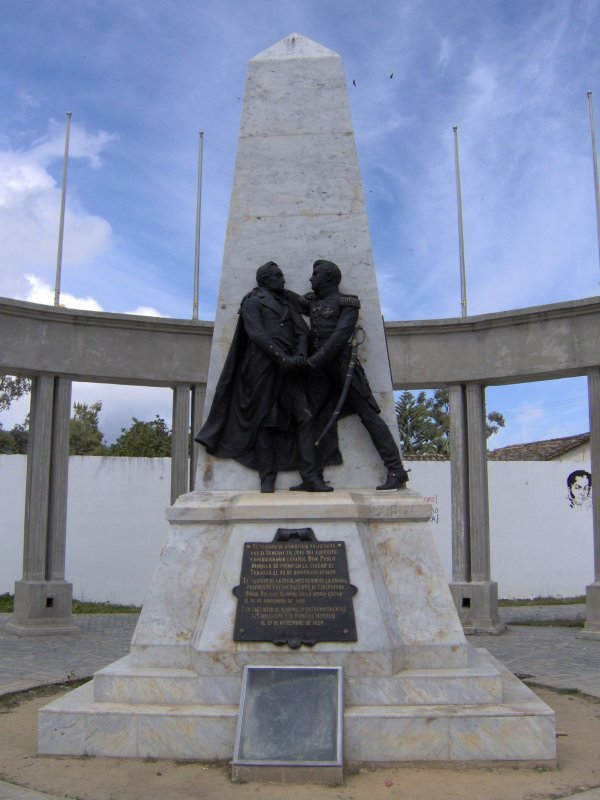
Monumento ao encontro entre Morillo e Bolívar em Santa Ana de Trujillo.

1820 foi um ano marcante para Bolívar. Seu sonho de criar uma nova nação estava se tornando realidade. Morillo não tinha mais vantagem militar e no final de março começaram a chegar relatórios sobre o sucesso da Revolta de Riego . A revolta significou que os reforços de que a força expedicionária de Morillo precisava desesperadamente não viriam. Além disso, em Junho chegaram e foram implementadas as ordens oficiais para restabelecer a Constituição de Cádiz . O novo governo constitucional em Espanha mudou radicalmente a política em relação às rebeliões na América. Assumia que os revolucionários, como liberais, lutavam pela Constituição espanhola ou podiam ser cooptados pela mesma. Embora isto possa ter sido verdade em partes da América espanhola no início da década, em 1820 a maioria dos hispano-americanos não confiava em Fernando VII para manter o seu juramento à Constituição por muito tempo. Mais importante ainda, sempre foi a posição de Bolívar de que as guerras eram entre dois estados soberanos e, portanto, a questão da reconciliação com a Monarquia Espanhola ao abrigo da Constituição de 1812 nunca foi considerada. 
Apesar disso, Morillo continuou com as negociações e se concentrou em conseguir um cessar-fogo e alinhar a guerra com a lei das nações . Isto foi conseguido em dois tratados assinados em 25 e 26 de novembro em Santa Ana de Trujillo, que estabeleceram uma cessação das hostilidades por seis meses e regularizaram as regras de engajamento . As negociações também foram importantes porque o governo espanhol, pela primeira vez, concedeu tacitamente à Colômbia o estatuto nacional, em vez de ver os seus representantes como meros rebeldes. É claro que a Espanha não reconheceu a Colômbia, mas os documentos das negociações referiam-se a ela como tal, e não às denominações anteriores de “forças de Bolívar” ou “o Congresso de Angostura”.  O cessar-fogo permitiu a Bolívar formar o seu exército para o confronto final que todos sabiam que estava por vir. No final do ano, o governo constitucional concedeu a Morillo o seu antigo pedido de demissão e ele deixou a América do Sul. Ele foi substituído por Miguel de la Torre .

## Vitória na Venezuela
A trégua não durou todos os seis meses. Em 28 de janeiro o cabildo de Maracaibo, que estava em negociações secretas com os republicanos auxiliado pelo filho nativo Rafael Urdaneta, declarou a província uma república independente, que optou por se juntar à Colômbia. La Torre considerou isso uma violação da trégua e, embora os republicanos argumentassem que Maracaibo havia mudado de lado por vontade própria, ambos os lados começaram a se preparar para uma nova guerra. O destino da Venezuela foi selado quando Bolívar retornou à Venezuela em abril de 1821, liderando um exército de 7.000 homens de Nova Granada. Na Batalha de Carabobo, em 24 de junho, as forças colombianas derrotaram decisivamente as forças monarquistas, assegurando o controle da Venezuela, exceto Puerto Cabello e garantindo a independência venezuelana. As hostilidades continuaram até a rendição de Puerto Cabello em 1823, mas a frente principal da guerra mudou-se agora para o sul de Nova Granada e Quito.

## A Campanha do Sul, Quito e Peru (1821-1824)

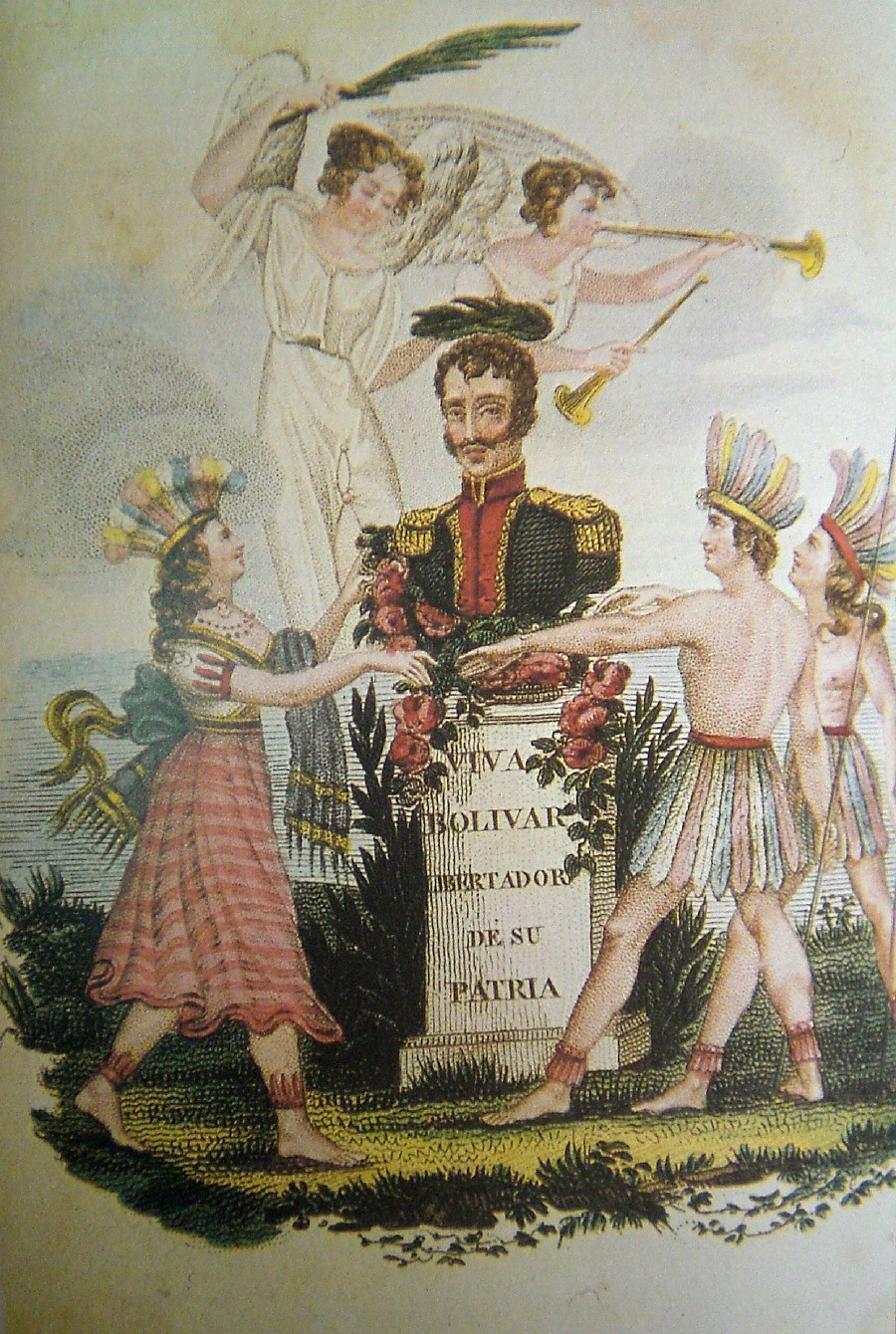
Alegoria da libertação da Colômbia por Bolívar em livro de poesia de José Joaquín de Olmedo.

Com o colapso da Monarquia Espanhola na América do Sul e a incerteza do regime constitucional em Espanha, as províncias da Presidência de Quito começaram a declarar independência. Em outubro de 1820, um golpe em Guayaquil criou uma junta, que declarou Guayaquil uma república. Portoviejo e Cuenca seguiram o exemplo nas semanas seguintes. Quito permaneceu sob controle monarquista sob o presidente da Audiencia, marechal de campo Melchior Aymerich, e em janeiro de 1821 derrotou as forças enviadas por Guayaquil contra ela. Bolívar estava determinado a garantir que a Presidência de Quito se tornasse parte da Grã-Colômbia e não permanecesse um conjunto de pequenas repúblicas divididas. Para tanto, a ajuda colombiana na forma de suprimentos e um exército comandado por Antonio José de Sucre começou a chegar a Guayaquil em fevereiro. Ao longo de 1821, Sucre não conseguiu tomar Quito e, em novembro, ambos os lados estavam exaustos e assinaram um armistício de 90 dias. No ano seguinte, na Batalha de Pichincha, em 24 de maio de 1822, as forças venezuelanas de Sucre finalmente conquistaram Quito. O território de Nova Granada estava seguro. De Puerto Cabello, os monarquistas fazem um contra-ataque na Batalha do Lago Maracaibo . No entanto, o foco principal passou a ser a neutralização do exército monarquista no Peru.
José de San Martín já havia feito incursões no Peru a partir de 1820. Ele havia sido declarado Protetor da Liberdade Peruana, em agosto de 1821, após libertar partes do país, mas as cidades e províncias importantes ainda permaneciam monarquistas. Bolívar e San Martín realizaram uma reunião em Guayaquil nos dias 26 e 27 de julho de 1822, na qual discutiram planos para libertar o Peru e foi decidido que Bolívar e a Grã-Colômbia assumiriam a tarefa de libertar totalmente o Peru. San Martín saiu de cena. Nos dois anos seguintes, as forças patriotas colombianas e peruanas ganham mais território. Em 10 de fevereiro de 1824, Bolívar recebeu imensos poderes políticos quando um congresso peruano o nomeou ditador do Peru, o que fez de Bolívar o chefe de estado de um segundo país e permitiu a Bolívar reorganizar completamente a administração política e militar do Peru. Bolívar, auxiliado por Sucre, derrotou decisivamente os remanescentes da cavalaria monarquista em 6 de agosto de 1824, na Batalha de Junín . Sucre então destruiu os remanescentes ainda numericamente superiores do exército monarquista na Batalha de Ayacucho em 9 de dezembro. A independência sul-americana estava agora praticamente assegurada. A única área realista no continente era a região montanhosa do Alto Peru, El Callao e Chiloé .

## A campanha peruana e colombiana no Alto Peru
Para obter detalhes, consulte Guerra da Independência da Bolívia
Bolívar era agora presidente da Grã-Colômbia e do Peru e recebeu poderes extraordinários das legislaturas de ambos os países para travar a guerra contra a Monarquia Espanhola. Como Bolívar estava vinculado à administração de Quito e do Peru, a libertação do Alto Peru coube a Sucre e O'Connor e, em um ano, em abril de 1825, a tarefa foi concluída. Um congresso do Alto Peru em 6 de agosto de 1825 decidiu nomear a nova nação em homenagem ao Libertador e chamou-a de República de Bolívar. (O nome seria posteriormente mudado para Bolívia.) Com a independência assegurada para toda a América do Sul espanhola, a vida política de Bolívar entrou numa nova fase. Ele agora tinha que consolidar as grandes nações que havia criado a partir das antigas províncias espanholas. E a dissensão começou a fermentar no norte à medida que as regiões da Grã-Colômbia começaram a irritar-se sob o governo centralizado.

## A dissolução da Grã-Colômbia e consequências

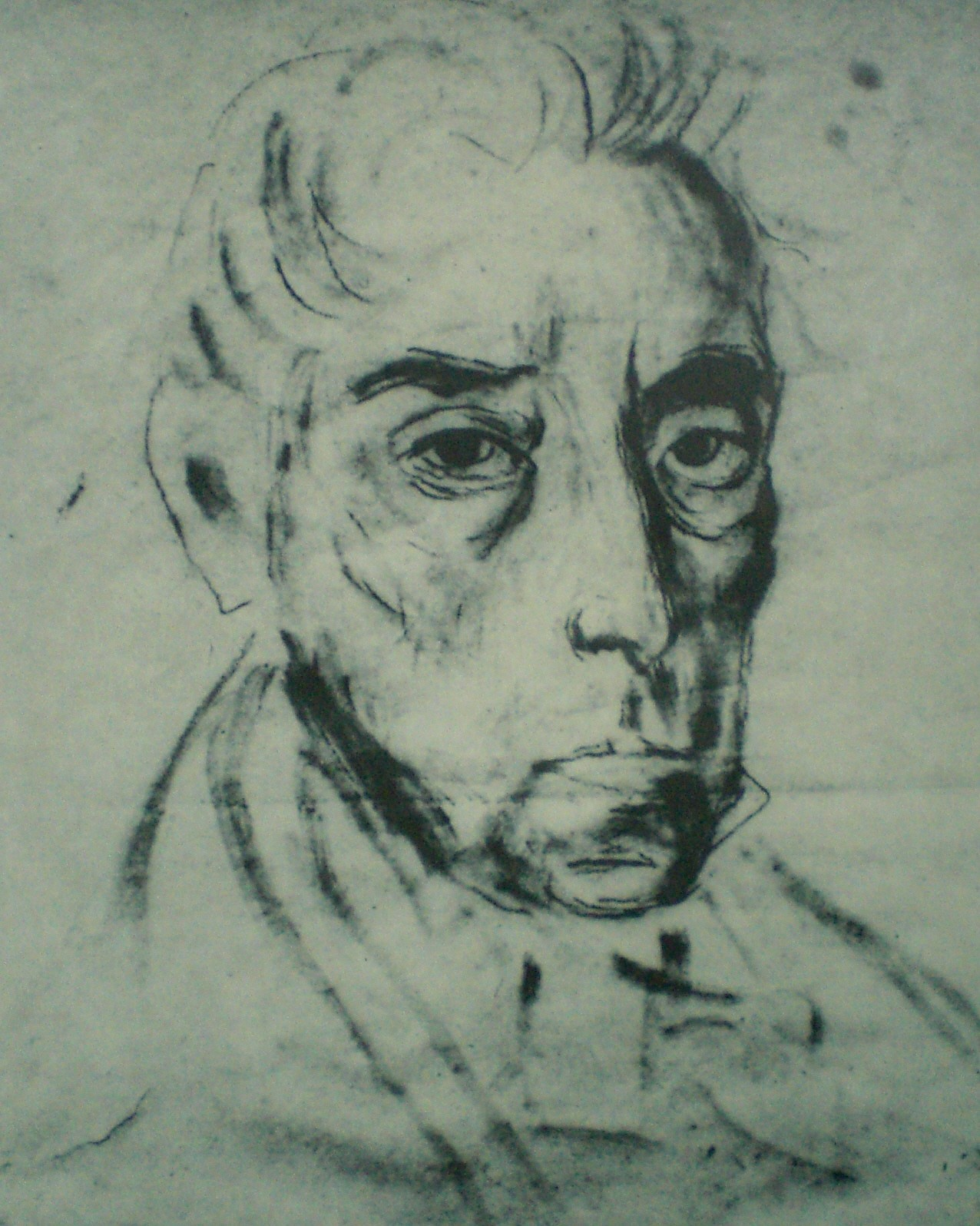
Esboço de Bolívar aos 47 anos feito em vida por José María Espinosa em 1830.

Durante 1826, divisões internas provocaram dissidência em todo o país e revoltas regionais eclodiram na Venezuela, e a Grã-Colômbia parecia estar à beira do colapso. Uma anistia foi declarada e um acordo foi alcançado com os rebeldes venezuelanos, mas a dissidência política apareceu em Nova Granada como consequência disso. Na tentativa de manter a nação unida, Bolívar convocou uma convenção constitucional em Ocaña, a ser realizada em abril de 1828. Para evitar a fragmentação da Grã-Colômbia, Bolívar propôs a introdução de um modelo de governo ainda mais centralista, incluindo alguns ou todos os elementos que ele conseguiu colocar na constituição boliviana: uma presidência vitalícia com a capacidade de selecionar um sucessor, e uma terceira câmara hereditária da legislatura. Estas propostas foram consideradas antiliberais e encontraram forte oposição, inclusive de uma facção formada em torno de Santander, que até então se opunha abertamente a Bolívar politicamente.
A Convenção de Ocaña (9 de abril a 10 de junho de 1828) reuniu-se sob uma nuvem. Muitos sentiram que a dissolução do país era iminente. Respondendo a estes receios, o Congresso seguiu na direcção oposta à que Bolívar esperava e elaborou um documento que teria implementado uma forma de governo radicalmente federalista, com uma grande redução dos poderes da administração central. Insatisfeitos com este resultado, os delegados pró-Bolívar deixaram a convenção e a constituição nunca foi ratificada.
Após o fracasso da convenção, Bolívar proclamou-se ditador em 27 de agosto de 1828, através de um Decreto Orgânico de Ditadura. Ele considerou isto como uma medida temporária, como um meio de restabelecer a sua autoridade e salvar a república, embora apenas aumentasse a insatisfação e a raiva entre os seus adversários políticos. Em 25 de setembro de 1828, uma tentativa de assassinar Bolívar falhou, mas ilustrou a tensa atmosfera política na Grã-Colômbia. Embora Bolívar tenha saído fisicamente intacto do evento, ele foi, no entanto, muito afetado. A dissidência continuou e novas revoltas ocorreram em Nova Granada, Venezuela e Quito durante os dois anos seguintes. A Grã-Colômbia finalmente entrou em colapso em 1830. O próprio Bolívar morreu no mesmo ano, aos 47 anos, em 17 de dezembro. Seu aliado político mais próximo na época, Sucre, que pretendia se aposentar da vida pública, havia sido assassinado no início de 4 de junho de 1830.
O legado de Bolívar continuou nos estados sucessores da Grã-Colômbia. Muitos dos oficiais que lutaram com ele não só estiveram envolvidos nas revoltas que levaram à dissolução da Grã-Colômbia, mas continuaram a desempenhar importantes papéis políticos e militares nas décadas e nas guerras que se seguiram. O pensamento político de Bolívar – a sua ênfase num governo forte e centralizado – tornou-se a base do pensamento conservador na América do Sul do século XIX.